# Culte (protestantisme)
Pour les articles homonymes, voir Culte (homonymie).

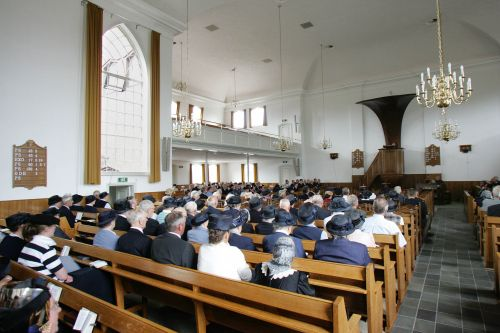
Intérieur de l'Église réformée néerlandaise de Doornspijk (Pays-Bas) pendant un culte.

Un culte est un office religieux dans le protestantisme. C'est un moment que le chrétien passe avec Dieu et lui rend honneur par la louange et l'adoration,  et où il s'adresse à lui par la prière. Le sermon (ou prédication) lui apporte un enseignement spirituel et théologique fondé sur la lecture et l'explication de textes bibliques. 
Le culte communautaire a lieu le dimanche. Il revêt une grande importance car, dans la conception protestante, il y a église là où il y a assemblée de croyants ; on peut donc dire que c'est le culte qui fait l'Église. Toutefois, le culte peut aussi être familial ou, plus rarement, être pris dans un sens individuel. 
Le lieu de culte traditionnel se nomme « temple » (ou parfois église, notamment chez les luthériens et chez certains réformés ou au Canada). Toutefois, ce lieu n'est ni sacré ni consacré.  
Le culte protestant se différencie de la messe catholique en ce qu'il ne comporte aucun aspect sacrificiel. La Sainte-Cène n'y est d'ailleurs pas systématiquement célébrée.

## Approche biblique et théologique

### Un mouvement de Dieu vers l’Homme
Pour les protestants, le culte est une rencontre avec Dieu, à l’initiative de Dieu. Les chrétiens sont les bénéficiaires et les destinataires du culte.
Lors du culte, Dieu rappelle au chrétien ce qu’Il lui donne et ce qu’Il attend en retour. A cette invite, le fidèle apporte sa réponse. Cette conception du culte a été réaffirmée par Karl Barth :  ce n’est pas le chrétien qui d’abord apporte, ou donne quelque chose à Dieu, mais au contraire, il reçoit de lui la parole de vie et l’annonce du salut, et l’appel à se mobiliser à son service et à celui de nos prochains.
C’est pourquoi les Réformateurs ont nettement majoré le “sacrement” (ce que Dieu offre à l’être humain) et minoré le “sacrifice” (ce que l’être humain offre à Dieu), et qu’ils ont reproché au catholicisme de faire l’inverse.

### Les valeurs protestantes du culte

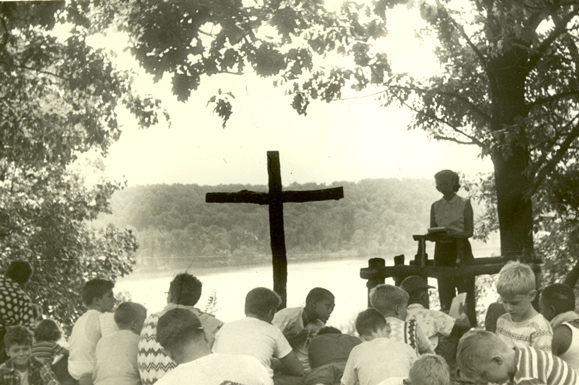
Culte de jeunesse mennonite en plein air conduit par Alice Kauffman aux États-Unis en 1952.

Dans la logique protestante, le culte et l'Église sont la même chose : les deux se définissent comme une convocation par Dieu de personnes singulières qui, ayant répondu à cet appel, forment l'Église (du grec ἐκκλησία, l'assemblée). Le culte est simplement une des formes de cette « Église » qui n'est pas d'abord une institution, mais un mouvement permanent. Des personnes viennent, se reconnaissent (ou non) comme frères et sœurs, trouvent de la nourriture, et repartent,,.
Dans la conception protestante ou évangélique, présente dès la Réforme, le culte est un partage et sa célébration doit avant tout être intelligible pour les participants, puisque le sens du culte est d’annoncer l’évangile, de faire entendre la parole qui vient de Dieu. Luther et Calvin ont donc prescrit l’utilisation de la langue du peuple, comprise par tous, lors des cultes du pays. Ils ont donc aussi souhaité que la forme du culte puisse évoluer avec les époques ou la culture des régions et des groupes qui l’organisent. Aujourd’hui, cette même règle conduit à demander aux prédicants de s'exprimer avec un vocabulaire et des références culturelles de notre temps.
D’autre part, en réaction contre l’apparat des cérémonies du catholicisme classique, les protestants ont préconisé et pratiqué la plus grande simplicité.

## Historique

### Origine
Le culte est une pratique de la vie chrétienne qui a ses origines dans le culte juif. Jésus-Christ et Paul de Tarse ont enseigné une nouvelle forme d'adoration de Dieu. Dans les Écritures, Jésus est décrit comme se réunissant avec ses disciples pour partager des enseignements et débattre de sujets, prier et chanter des cantiques ; dans les Actes des Apôtres, on lit que les premiers chrétiens avaient également cette habitude. Dans la première lettre aux Corinthiens, Paul de Tarse a précisé les principaux éléments composant le culte chrétien à savoir la louange, l’enseignement (sermon), l’offrande, la Sainte-cène ou communion.

### Réforme protestante

#### Martin Luther
En 1526, Luther publie ce qu'il appelle « la messe allemande », un ordre du service religieux qui conserve celui de la messe, mais l’expurge de tout élément sacrificiel puisque, écrit-il, « le saint Sacrement n'a pas été institué pour que l'on en fasse un sacrifice expiatoire - car ce sacrifice a déjà été consommé sur la croix - mais pour qu'il serve à réveiller en nous la foi, et à réconforter les consciences. ». Luther indique également que sa liturgie a un caractère indicatif. Il la dit adaptée à l’Église allemande de la région de Wittenberg, mais pas forcément à d'autres villes ou régions. Luther établit aussi le principe d’intelligibilité du culte : l’évangile doit y être annoncé de manière compréhensible à tous. C’est pourquoi Luther insiste tellement sur l’utilisation de la langue allemande, tolérant le latin seulement pour les cultes en milieu universitaire, afin de donner aux étudiants une meilleure connaissance de cette langue. Luther conserve aussi la tradition du chant d’église, parfois en conservant des mélodies catholiques, mais, toujours fidèle à son souci pédagogique, il s’attache à promouvoir le chant d’assemblée, sur des airs simples et faciles à retenir. Ces hymnes luthériens traditionnels sont connus sous le nom de chorals.

#### Jean Calvin

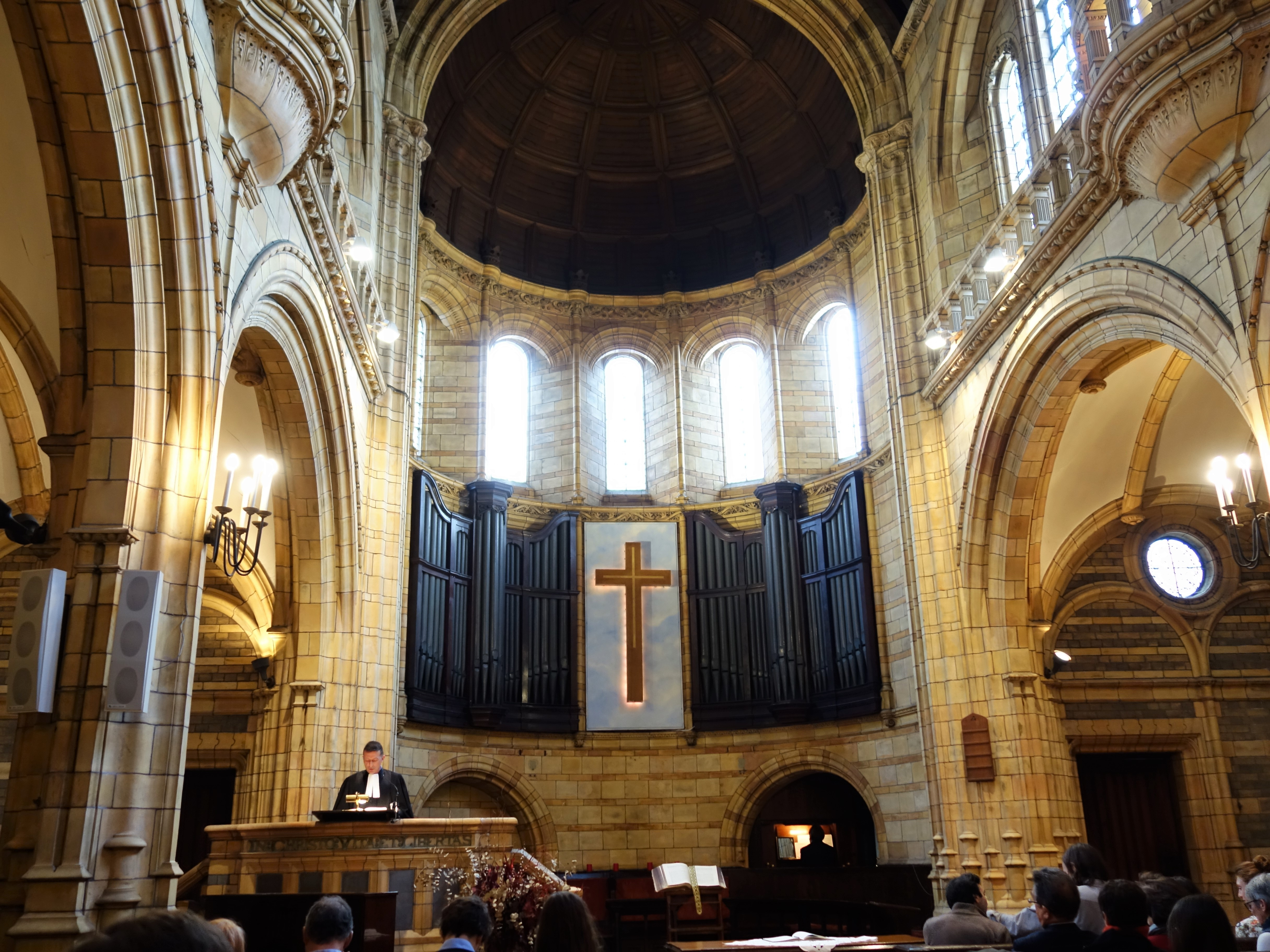
Prédication pendant le culte de l'Église réformée française de Soho Square à Londres, en 2018.

L’approche de Calvin est différente : se fondant sur le principe-clé de la Réforme protestante Sola scriptura, Jean Calvin rejette tout ce qui lui semble provenir de la tradition et non de la Bible. Les conceptions calviniennes, largement partagées dans le monde évangélique, sont parfois dénommées principe régulateur du culte. Elles excluent clairement les images, tableaux ou statues, comme, à l’origine, les instruments de musiques, assimilés à des images. Beaucoup de calvinistes des premiers temps ont donc pratiqué la psalmodie exclusive (chant de psaumes) pour le culte, bien que Calvin lui-même autorisait, en plus des Psaumes, d'autres chants tirés de la Bible. Cette pratique caractérisa notamment le culte presbytérien pendant un certain temps.
Toutefois, Calvin précise lui aussi qu’on peut changer les formes du culte, en instituer de nouvelles et abolir celles qui ont été « selon ce qui est expédient. » 

#### John Knox
Dans le monde anglo-saxon, ces principes sont transmis par les soins de John Knox. En effet, au début de la Réforme écossaise, faute d’ordre établi pour les offices religieux réformés, le culte dépendait de l’initiative des pasteurs locaux. En 1556, alors qu’il est réfugié à Genève avec les leaders protestants écossais fuyant les persécutions mariales qui avaient lieu en Angleterre, John Knox décrit en détail l’ordre du culte hebdomadaire dans sa Letter of Wholesome Councell. Il avait dans un premier temps soutenu le deuxième Livre de la prière commune (1552) d'Édouard VI, qui était recommandé par les Lords of the Congregation, mais sous l’infuence de Calvin, il  publie avant de quitter Genève son propre Livre de l'ordre commun et c'est celui-ci qui fut imprimé et approuvé par l'Assemblée générale de l'Église d'Écosse de 1562. Enrichi, il fut réimprimé avec les confessions de foi et les psaumes métriques en 1564, et constitua le livre officiel pour le culte jusqu'à son remplacement par le Directoire de Westminster en 1643.

### Le Réveil
Le chant d’hymnes religieux, plus souvent appelés cantiques dans le protestantisme, est une pratique qui se généralise avec le Réveil. C’est un moyen d’évangélisation par exemple pour Dwight Moody, qui engage le chanteur Ira Sankey pour l’accompagner dans ses tournées d’évangélisation . En France également, c’est le Réveil qui introduit la pratique du chant des cantiques pendant les cultes réformés, de même que les enterrements présidés par un pasteur, conçus au début comme un moyen d’évangélisation.

### Évolution du culte presbytérien
Le culte presbytérien a évolué dans le sens d'un accommodement progressif avec les pratiques musicales initialement interdites. 
- Introduction des chants continus : dans les premiers temps, la méthode de chant habituelle suivie lors du culte presbytérien était le lining out, selon lequel un precentor lit ou chante une ligne et l'assemblée la répète après lui.Il s'agit toutefois d'une mesure essentiellement pratique d’ailleurs aussi adoptée par d'autres confessions, parce-que beaucoup de gens n'étaient pas suffisamment lettrés pour suivre les paroles par écrit, et qu'on manquait par ailleurs de livres de cantiques. À partir d'environ 1720, beaucoup défendirent l'introduction du chant continu (ou régulier)[21] et le chant continu fut introduit dans beaucoup d'Églises presbytériennes à travers le monde.
- Introduction des hymnes : après avoir chanté des psaumes durant deux cents ans, l'Église d'Écosse adopta officiellement en 1861 des hymnes ou cantiques non tirés directement de la Bible[22], suivie par l'Église libre d'Écosse en 1872[23]. Les hymnes et d'autres chants extra-bibliques sont maintenant largement utilisés dans les cercles presbytériens ; les détails variant suivant les confessions.
- Introduction des instruments : au début du XIXe siècle, le révérend R. William Ritchie de l'église de Saint-Andrew de Glasgow, tenta d'introduire un orgue dans son église, mais fut informé par le consistoire de Glasgow (Glasgow presbytery[24]) que « l'utilisation d'orgues lors du culte public de Dieu est contraire à la loi et à la constitution de notre Église établie[25]. » En 1863, le révérend Robert Lee introduisit un harmonium pour le culte à la Greyfriars Kirk d'Édimbourg. Lee défendit la musique instrumentale à l'Assemblée générale de 1864, laquelle déclara alors que « de telles innovations devraient seulement être empêchées lorsqu'elles perturbent la paix de l'Église et l'harmonie des assemblées. » Un orgue fut par la suite installé à Greyfriars et utilisé pour la première fois en 1865[26].

### Cultes contemporains dans les églises évangéliques

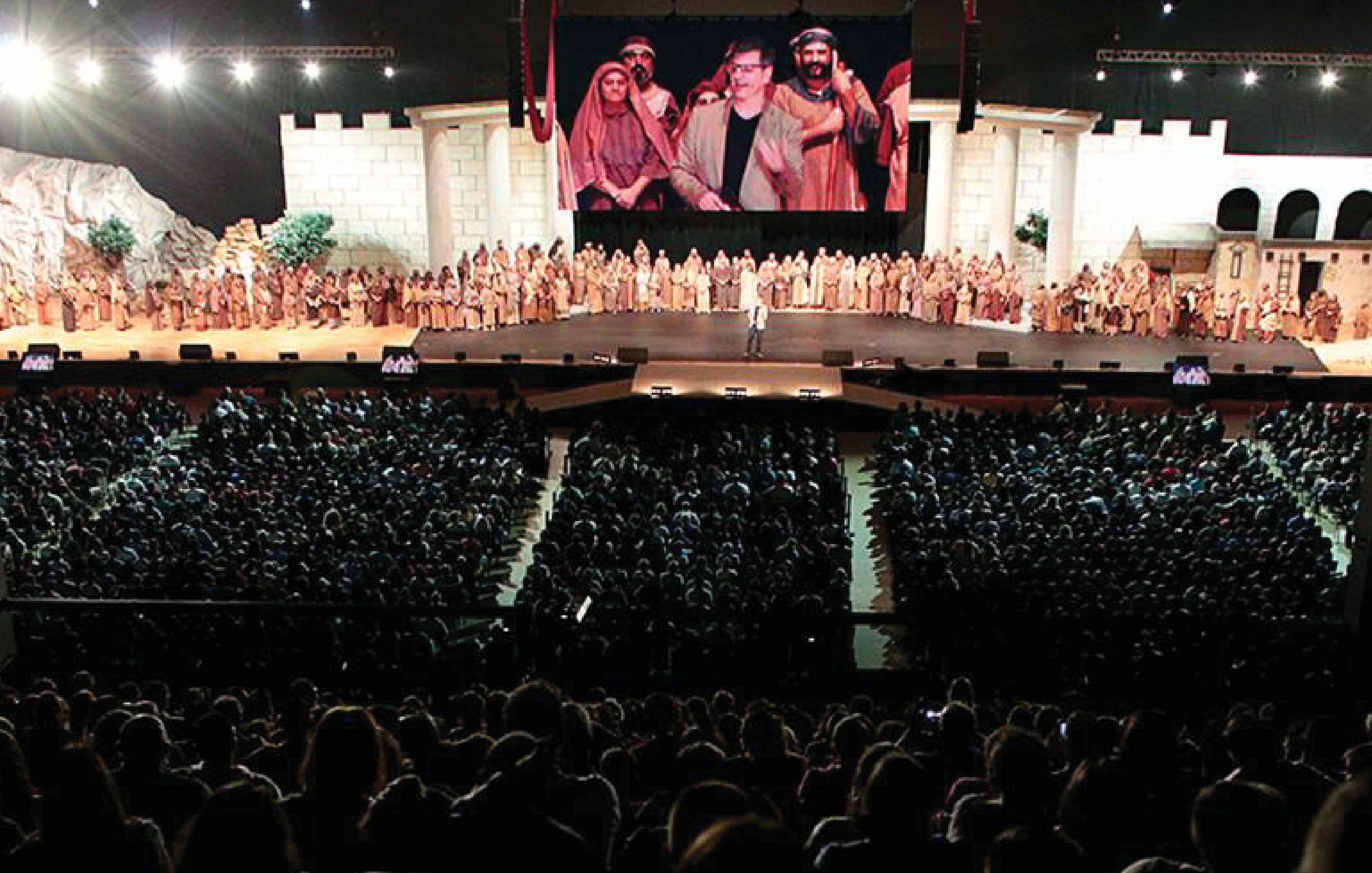
Spectacle sur la vie de Jésus à l’Igreja da Cidade affiliée à la Convention baptiste brésilienne, à São José dos Campos, au Brésil, 2017.
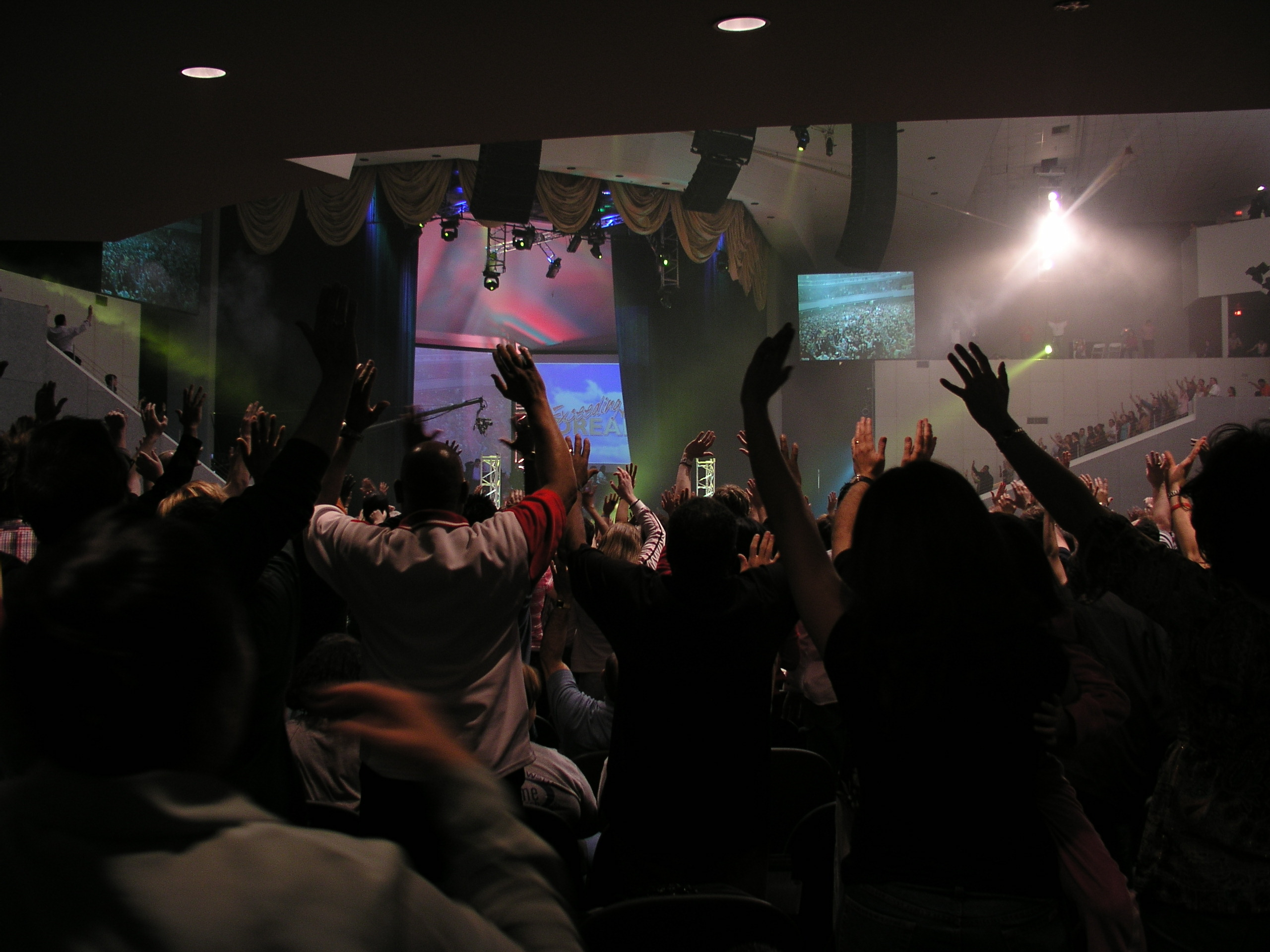
Culte à Dream City Church, affiliée aux Assemblées de Dieu, à Phoenix, aux États-Unis, 2007.
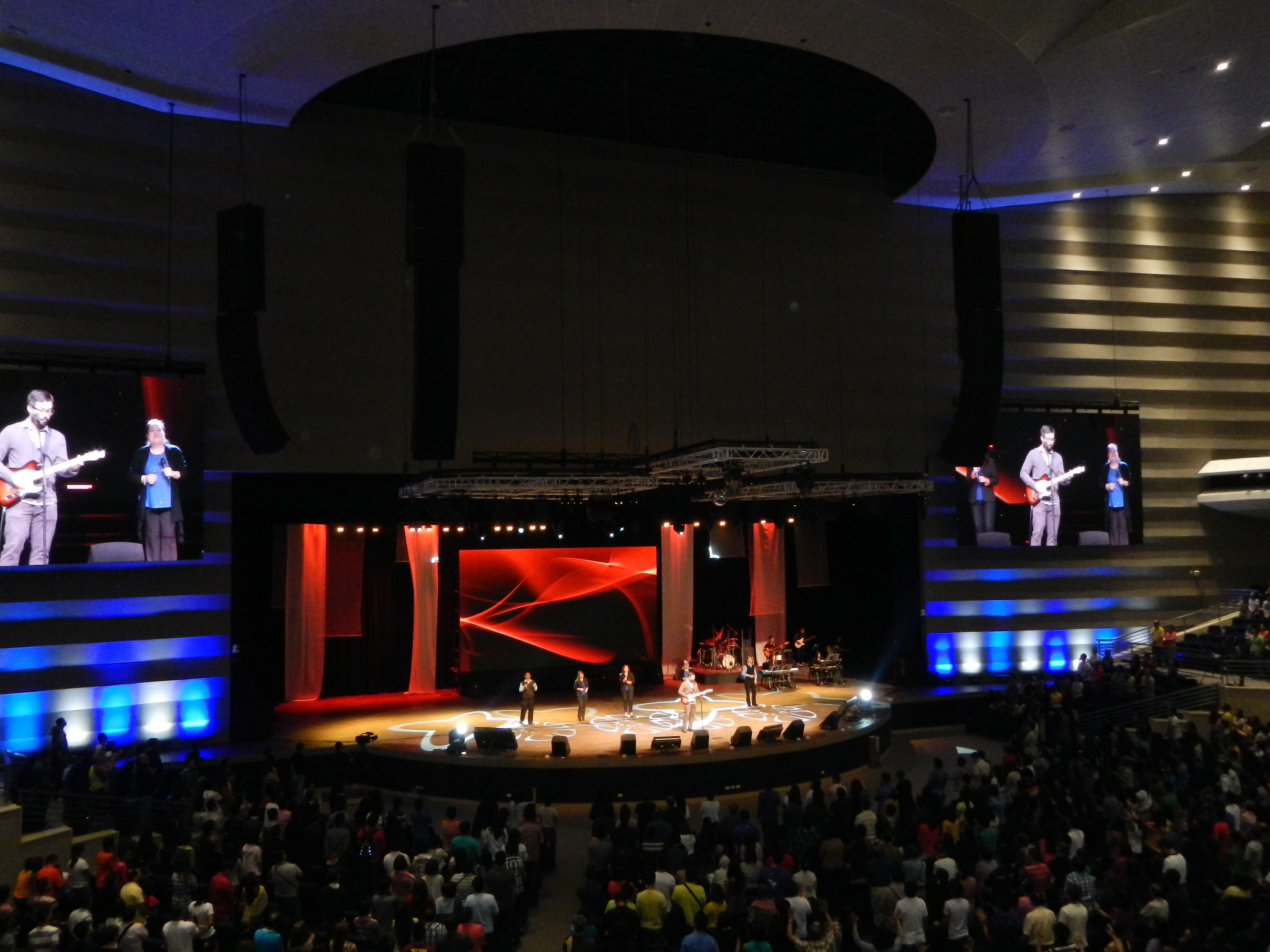
Culte à Christ's Commission Fellowship de Pasig, à Pasig, aux Philippines, 2014.

Le culte dans les églises évangéliques est vu comme un acte d'adoration de Dieu. Il n'y a pas de liturgie uniforme, la conception du culte est plus informelle et varie selon les églises.  Il contient généralement deux parties principales, la louange (musique chrétienne) et la prédication, avec périodiquement la Sainte-cène , , , . Avec le mouvement charismatique des années 1960, une nouvelle conception de la louange dans le culte, comme taper des mains et lever les mains en signe d’adoration (surtout chez les charismatiques et certains pentecôtistes), a pris place dans plusieurs confessions évangéliques .
Dans les années 1980 et 1990, la musique chrétienne contemporaine, comprenant une grande variété de styles musicaux, comme le rock chrétien et le hip-hop chrétien a fait son apparition dans la louange , ,.  
Dans les années 2000 et 2010, les technologies numériques ont été intégrées dans les cultes, comme les vidéoprojecteurs pour la diffusion des paroles de louange ou de vidéo, sur grands écrans ,. L’usage des médias sociaux comme  YouTube et Facebook pour retransmettre les cultes en direct ou en différé, par Internet, se sont également répandus .  Les offrandes par Internet sont devenues une pratique courante dans plusieurs églises,.
Dans certaines églises, une place particulière est réservée aux guérisons avec imposition des mains lors des cultes ,. La guérison par la foi ou guérison divine est considérée comme un héritage de Jésus acquis par sa mort et résurrection. Lors du culte, il y a généralement une crèche pour les bébés. Les enfants et les adolescents ont un enseignement adapté, l’école du dimanche, dans une salle distincte,.

## Formes du culte communautaire protestant

### Contenu du culte

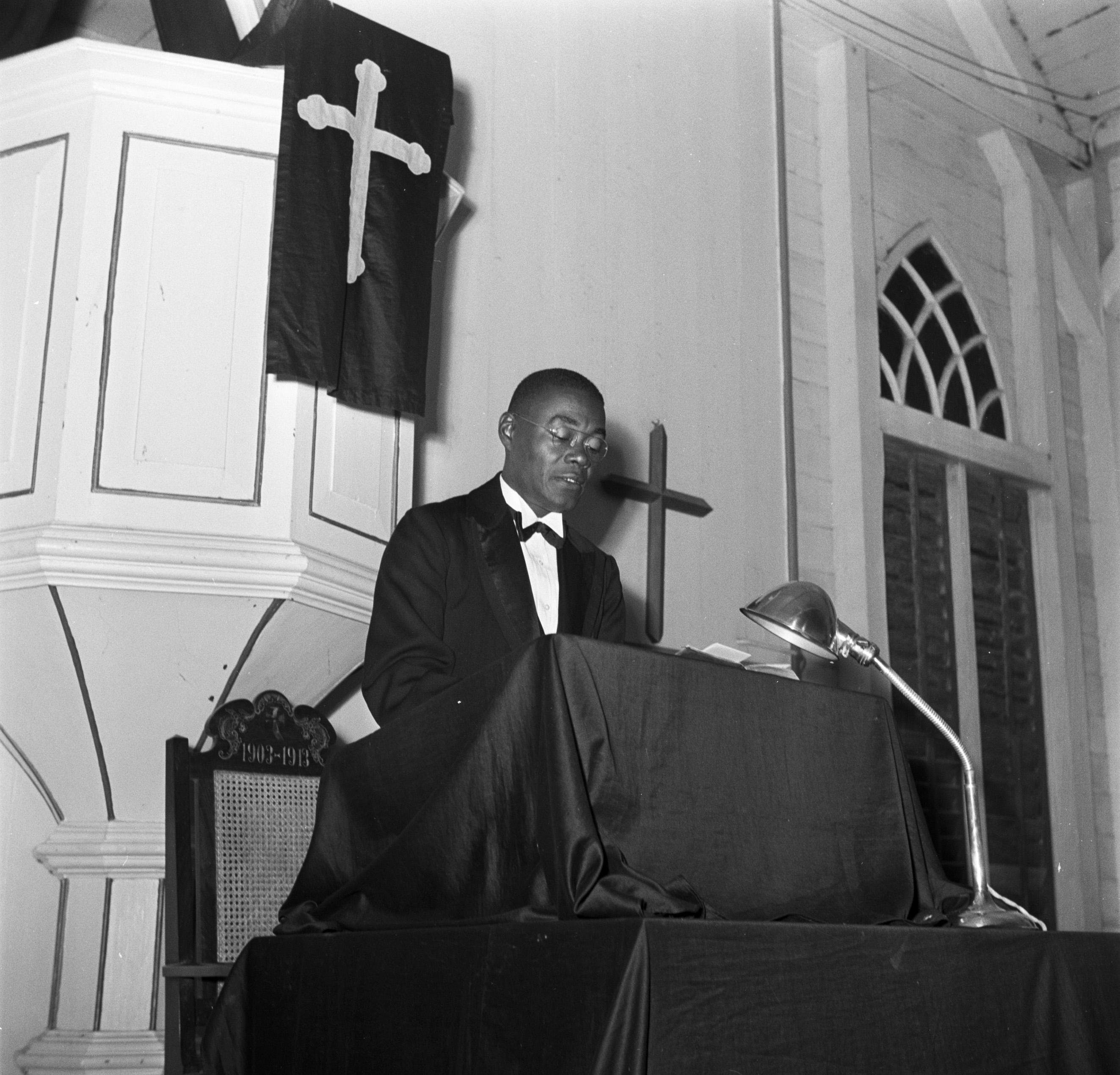
Un pasteur réformé prêchant pendant un culte, au Suriname.

Le culte communautaire est celui de l'assemblée paroissiale ou congrégation réunie généralement le dimanche matin, ou le samedi pour les adventistes. Il est généralement présidé par un ministre : pasteur ou prédicateur laïc, mais certaines Églises (ou certaines circonstances) permettent un autre fonctionnement plus collégial ou plus spontané. 
Si les lectures bibliques et la prédication forment le moment essentiel du culte communautaire, celui-ci suit néanmoins en général une liturgie structurée, faisant une plus ou moins grande place, selon les diverses sensibilités théologiques, aux prières liturgiques ou spontanées (louange, repentance, intercession, consécration à Dieu), aux affirmations de foi (annonce de la grâce ou du pardon de Dieu, confession de foi, témoignage personnel), et aux hymnes religieux.
Les textes bibliques proposés pour le dimanche sont actuellement communs avec ceux de l'année liturgique catholique. Toutefois, si les luthériens suivent assez systématiquement le lectionnaire œcuménique, les réformés conservent la tradition qui consiste à choisir librement les textes bibliques sur lesquels porteront la prédication. Dans certains temples, des cycles de prédication sont organisés qui permettent de suivre des parcours bibliques à des occasions particulières.

### Ordre du culte dans les églises protestantes historiques
Dans la grande diversité protestante, le culte comprend, d'une façon plus ou moins planifiée, les éléments suivants, selon les Églises :
- un temps d'accueil, suivi d’une salutation, d’une proclamation de la grâce de Dieu et d’une louange adressée à Dieu sous forme du chant d’un psaume,
- un temps de reconsécration à Dieu (rappel de la loi, confession des péchés, repentance, annonce de la grâce et retour à Dieu), le tout étant ponctué de prières et répons chantés, choisis en fonction des temps liturgiques (de l’Avent et Noël, de la Passion, de Pâques, de Pentecôte et de l’Église).
- lectures bibliques et prédication, encadrés par des cantiques. La prédication, qui peut durer 15 à 20 minutes est le moment central du culte dans tous les courants protestants ou évangéliques. Les lectures sont précédées d’une prière invoquant l’Esprit Saint, dite prière d’illumination, afin que la Parole de Dieu soit pour les fidèles une porte ouverte à l’inattendu et une actualisation du message du Christ.

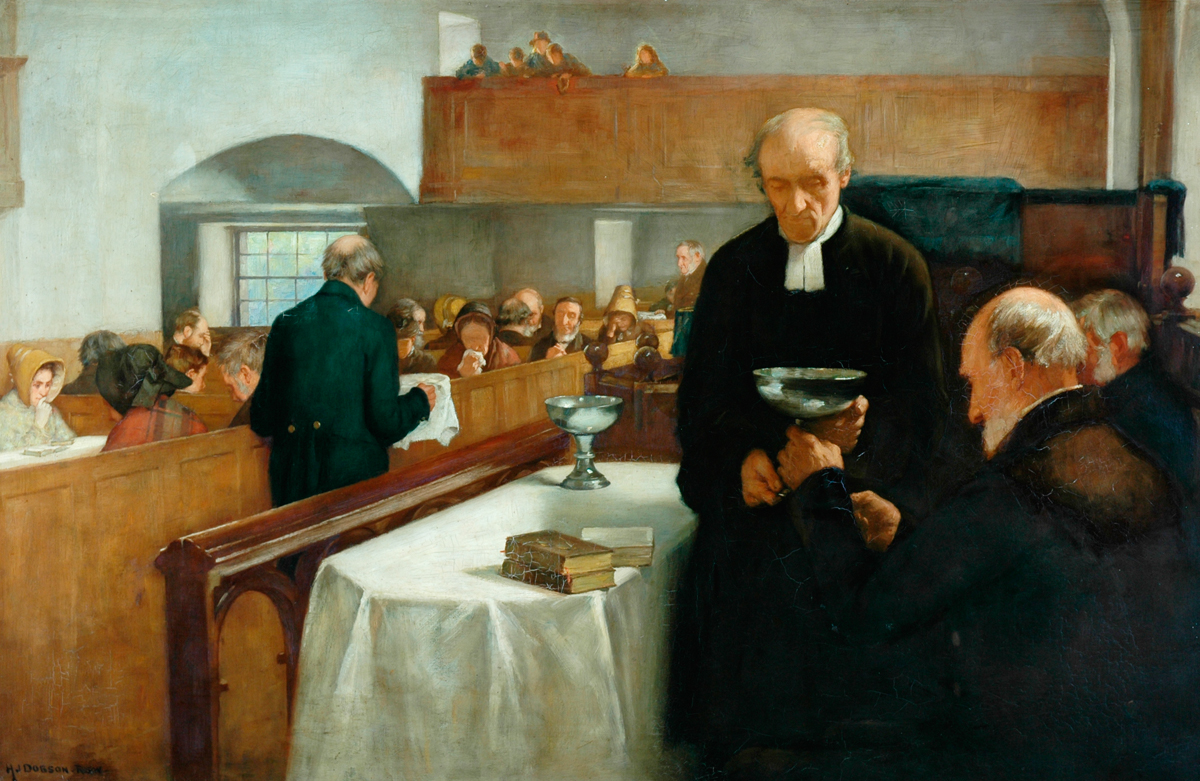
Un sacrement écossais, tableau d'Henry John Dobson représentant une sainte-cène dans un temple réformé.

- À la suite de la prédication, l’assemblée confesse sa foi au moyen d’une profession de foi, traditionnelle ou non, choisie par le célébrant.
- Suivent les annonces, essentiellement consacrées à la vie de l’Église locale ou régionale.
- Elles sont suivies de l’offrande, signe de reconnaissance.
- Les cultes se terminent par une prière d’intercession soit conduite par le prédicant (l’officiant s'adresse à Dieu au nom de toute la communauté) soit spontanée (une ou plusieurs personnes s'adressent à Dieu) dans le cas des Églises évangéliques ;
- La bénédiction finale et l’envoi rappellent aux fidèles que la paix de Dieu les accompagne dans leur mission au dehors, pendant la semaine, et le culte s’achève avec un dernier chant.
- Avant l’intercession et la bénédiction s’intercale la Sainte Cène, selon la fréquence choisie par la paroisse (quatre fois par an, deux fois par mois, tous les dimanches).
- Les baptêmes sont parfois célébrés au cours d'un culte, soit au début soit à la fin.

### Ordre du culte dans les églises évangéliques
Les cultes des Églises évangéliques accordent en général une importance moindre aux liturgies traditionnelles, vues comme trop figées et austères, au profit de prières spontanées, de témoignages de vie, de chants de louange par le chant, lectures de versets bibliques. Ces Églises attendent de leurs membres un engagement fort dans la vie de la communauté. Le culte est souvent festif, avec musique d’orchestre et participation de la communauté pour exprimer la joie pendant le culte. Les chants contemporains, sur des musiques et des rythmes modernes issus du gospel ou même du rock, y ont très largement supplanté les hymnes et cantiques traditionnels.
Le culte évangélique consiste donc en un temps de louange, suivi d’un temps de lecture bibliques et de prédication, et périodiquement d’une sainte cène.

### Variantes et rituels spécifiques
- Certaines confessions, comme l'Église adventiste du septième jour incluent dans leur moment communautaire du culte, un temps d'étude et de partage de la Bible.
- Dans certaines églises, des rituels de lavement des pieds sont en usage : certains anabaptistes-mennonites, les Frères Moraves jusqu’en 1818 et surtout les Églises adventistes, même si Calvin tenait cette cérémonie pour « vaine et folle[49]. »

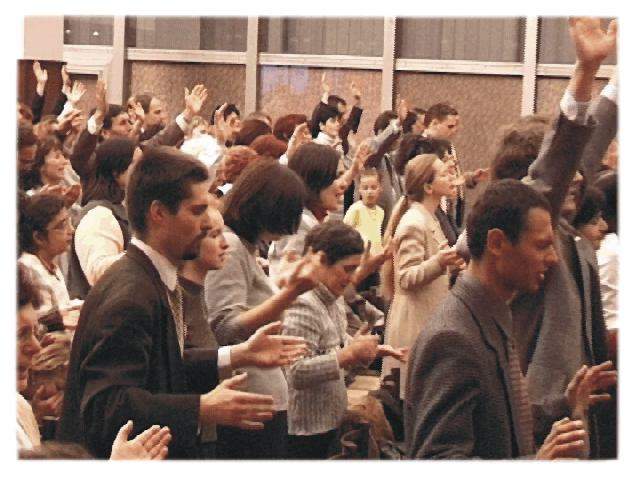
Congrégation pentecôtiste en prière, en Slovaquie, en 2002.

- Chez les quakers, aucun rite ni aucun clergé n’a été conservé, tout est fondé sur « l’expérience directe de la lumière intérieure que chacun porte en soi ». Les assemblées quakers se tiennent dans le silence jusqu’à ce qu’un ou une participant(e) se sent appelé(e) à prendre la parole[50].
- Dans les Églises baptistes, l’expression de la piété individuelle l’emporte sur l’expression commune de la foi. Les confessions de foi traditionnelles issues de la tradition chrétienne y sont donc moins utilisés que dans les autres confessions[1].
- Au sein des Églises pentecôtistes, après 15 à 30 minutes de chants de louange collectifs, chaque participant est invité à présenter à Dieu sa propre louange. C’est à ce moment que vont s’exprimer les charismes tels que les parlers en langues et les guérisons[1].
- Les communautés tziganes protestantes du monde ont constitué un mouvement mondial d’église qui réunit jusqu’à 30 000 personnes sous un chapiteau pour des cultes d’une ferveur particulièrement intense[1].

## Autres formes de culte

### Le culte individuel
Selon la pensée protestante, Dieu est toujours disponible pour passer un temps avec nous, à quelque moment que ce soit. Ainsi, toute personne peut s'adresser à Lui dans un esprit de prière et de reconnaissance. Le culte individuel consiste généralement en louanges, lecture personnelle de la Bible et en prière qui lui répond, prière généralement spontanée. Il existe des listes de lectures quotidiennes et des livrets de commentaires pour aider le croyant dans ce culte.

### Le culte familial
Le culte familial consiste en lecture et commentaire bibliques et en prière et chant, sous la présidence du chef de famille, le matin, le soir, ou avant un repas familial. Cette pratique mise en honneur par Coligny a été inscrite dans la discipline de l’Église réformée de France à partir de 1565.

## Lieux de culte

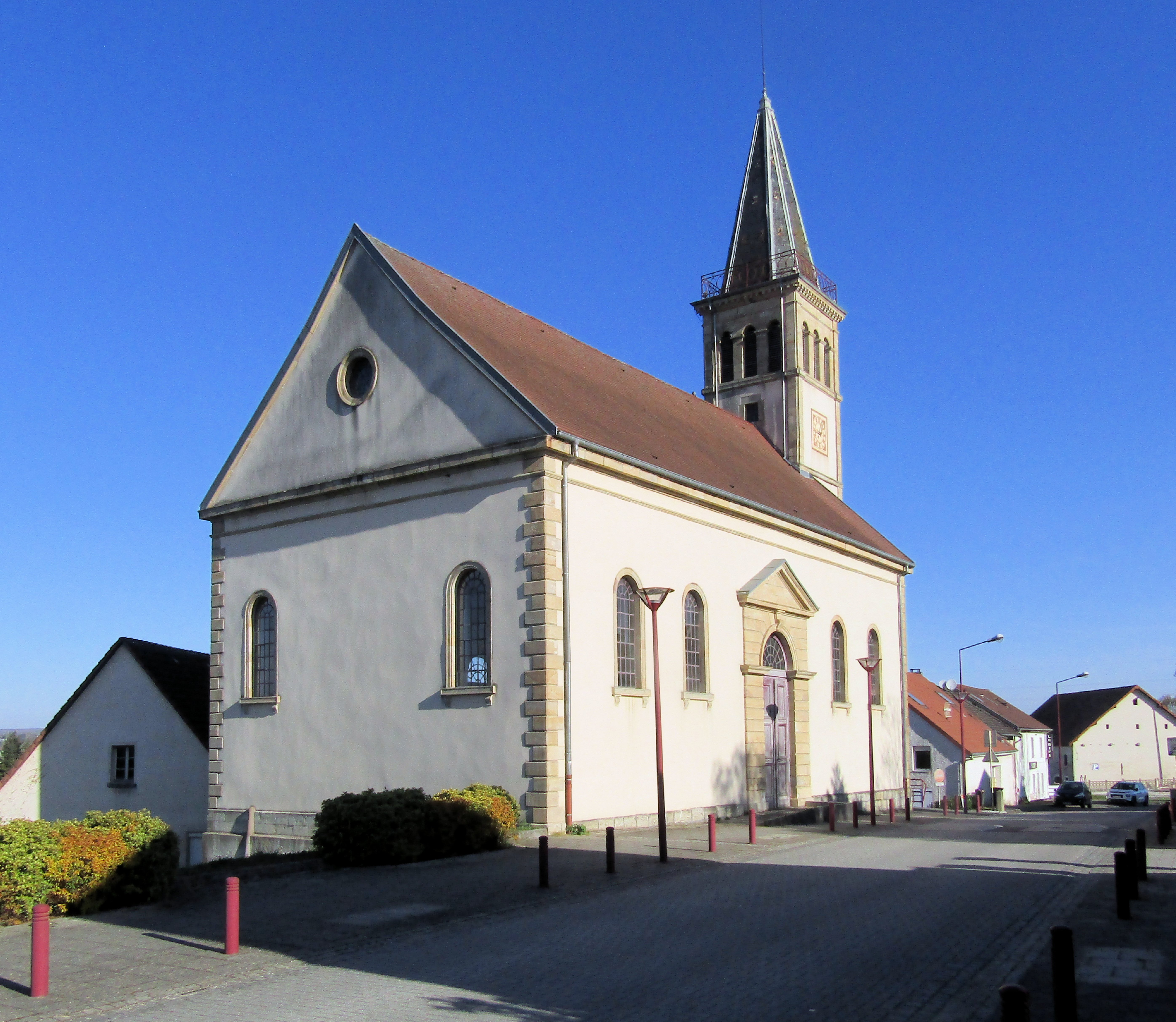
Temple protestant d'Exincourt (Doubs).

Le protestantisme ne sacralise pas ses lieux de culte. Aucun bâtiment ou local spécifiques n’est a priori nécessaire pour célébrer un culte puisque ce sont les croyants eux-mêmes qui sont « le temple de Dieu ». Des cultes peuvent donc se tenir soit dans des bâtiments ad hoc, soit dans des maisons ou d’autres locaux, soit en plein air, soit encore lors de cultes radiodiffusés ou télévisés.

### Églises et temples
Les lieux de culte sont généralement appelés « temple » ou « bâtiment (d'église) »,  ,. Dans certaines megachurches, l’appellation « campus » est parfois utilisée ,. L’architecture des lieux de cultes est majoritairement caractérisée par sa sobriété,. La croix christique est l’un des seuls symboles spirituels qui peut généralement être vu sur le bâtiment d’une église évangélique et qui permet d’identifier l’appartenance du lieu ,.  
Certains cultes ont lieu dans des théâtres, des écoles ou des salles polyvalentes, en location pour le dimanche uniquement , , . En raison de leur compréhension du deuxième des dix commandements, les évangéliques n’ont pas de représentation matérielle religieuse comme des statues, des icônes ou des tableaux dans leurs lieux de culte,. Dans certains bâtiments se trouve un baptistère, sur la scène de l’auditorium (aussi appelée « sanctuaire ») ou dans une salle distincte, dans lequel on procède au baptême par immersion,.

### Megachurches

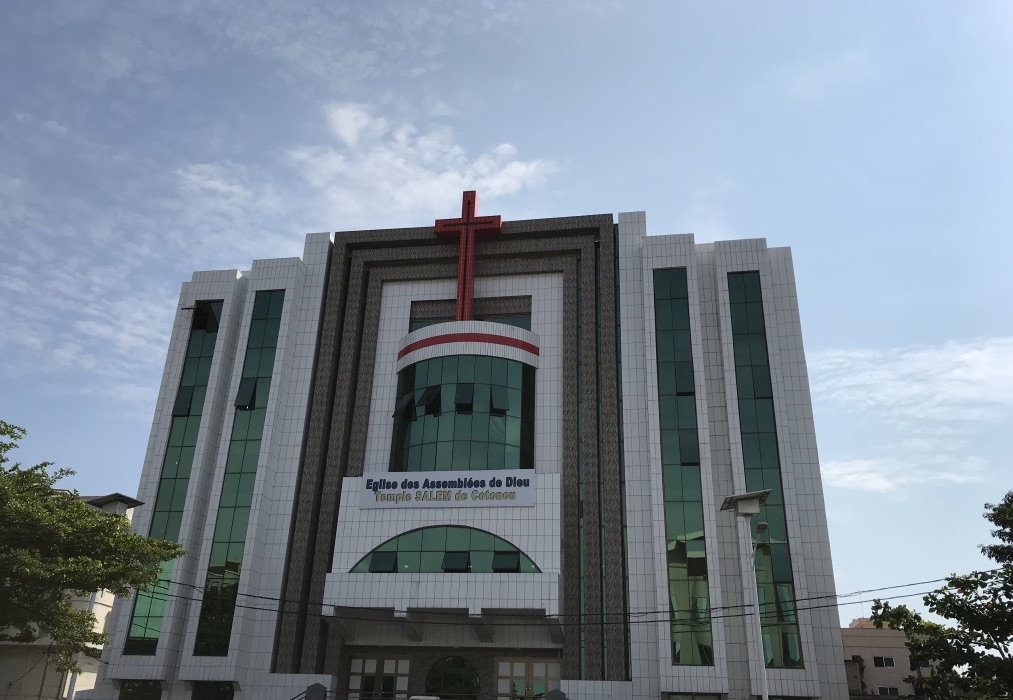
Temple Salem de Cotonou, affilié aux Assemblées de Dieu, au Bénin, 2018.

Les cultes évangéliques prennent des proportions impressionnantes dans  les megachurches (églises où plus de 2 000 personnes se réunissent chaque dimanche)  , .  Dans certaines de ces mégaéglises, plus de 10000 personnes se rassemblent chaque dimanche. Ces dernières sont appelées Gigachurch,. 
Une doctrine particulièrement controversée dans les églises évangéliques est celle de la théologie de la prospérité, qui s’est répandue dans les années 1970 et 1980 aux États-Unis, principalement par le télévangélisme. Cette doctrine est centrée sur l’enseignement de la foi chrétienne comme un moyen de s’enrichir financièrement et matériellement, par une « confession positive » et une contribution aux ministères chrétiens.  Des promesses de guérison divine et de  prospérité sont garanties en échange de certains montants de dons  ,, . Certains pasteurs menacent de malédictions, d’attaques du diable et de pauvreté ceux qui ne donnent pas la dîme,, , .  Les offrandes et la dîme occupent ainsi beaucoup de temps dans certains cultes. Souvent associée avec la dîme obligatoire, cette doctrine est parfois comparée à un  business religieux ,,,.  
Elle est critiquée par des pasteurs et des unions d’église, comme le CNEF, en France ,.

### Églises de maison
Dans certains pays du monde qui appliquent la charia ou le communisme, les interdictions de culte pour les chrétiens, la complexité d'obtention d'autorisations gouvernementales, et les persécutions des chrétiens, ont fait que les églises de maison sont une réalité pour de nombreux croyants,,,. Par exemple, il y a des mouvements évangéliques d'Églises de maison en Chine . Les rencontres ont ainsi lieu dans des maisons privées, en secret et dans "l'illégalité". Dans des pays où il n'y a pas de persécutions, le mouvement de l'Église émergente a favorisé le développement d'églises de maison  .

## Robe pastorale

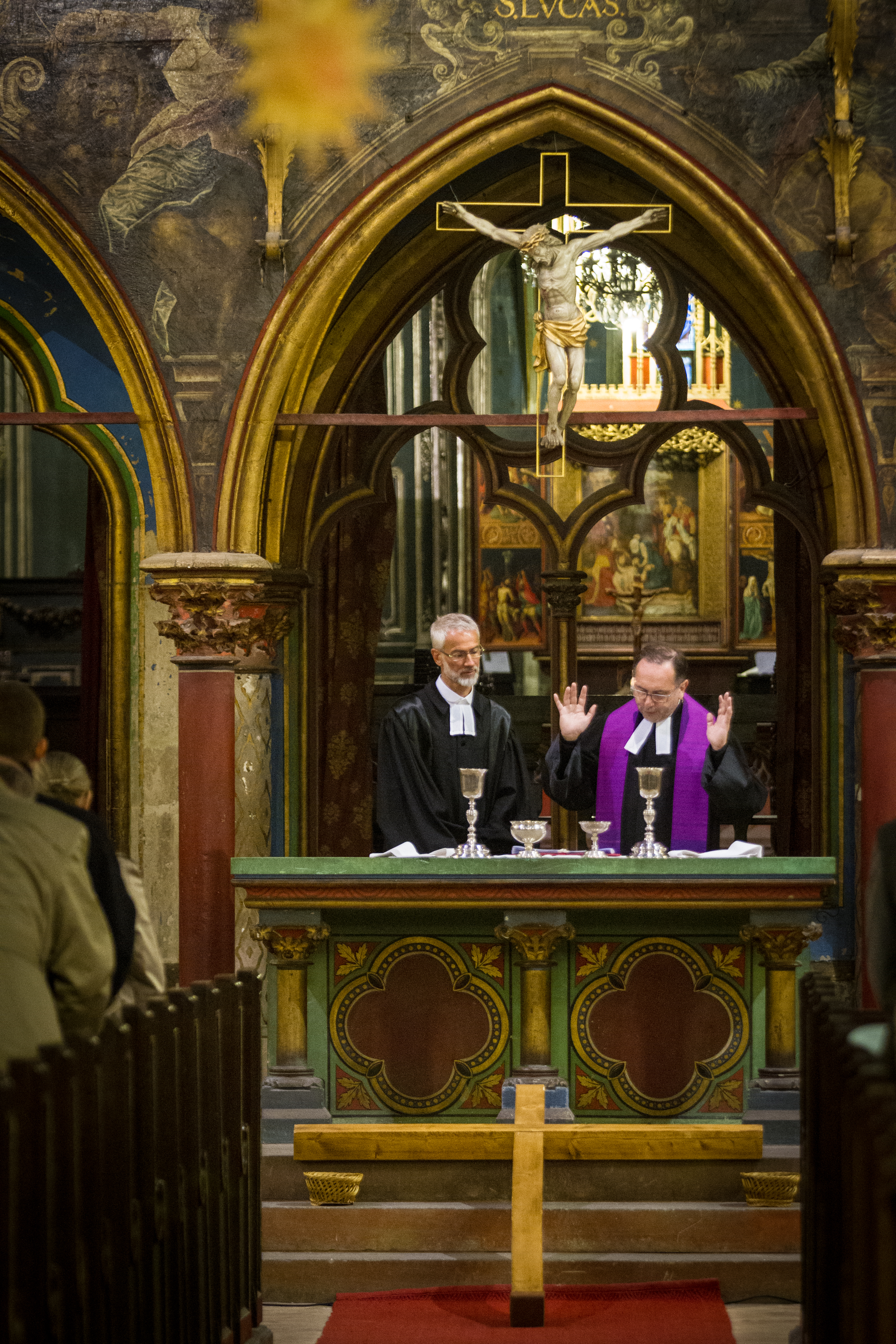
Sainte Cène célébrée par deux pasteurs en robe lors d'un culte à l'église protestante Saint-Pierre-le-Jeune de Strasbourg en 2014, tous deux en robe pastorale, l'un d'eux portant une étole.

Dans les paroisses réformées et évangéliques, il est courant que le pasteur ou la pasteure prêche et célèbre le culte en vêtements de tous les jours, donc sans robe pastorale. Le pasteur est d'ailleurs parfois remplacé par un laïc formé et reconnu par l'église comme prédicateur laïc, qui lui aussi prêche "en civil".
Les pasteurs luthériens et réformés portaient traditionnellement la robe pastorale noire lors des cultes, associée à un col à rabat blanc. Cette tenue était celle autrefois en usage dans les universités. Elle avait été choisie pour souligner le rôle d'enseignement du pasteur qui n'est pas un prêtre mais un "lettré" qui explique les textes bibliques. Elle reste en usage pour les cérémonies les plus importantes et plus systématiquement dans certaines paroisses ou selon le choix personnel de certains pasteurs. Les luthériens lui ajoutent volontiers une étole soulignant la couleur du temps liturgique, éventuellement déjà présente dans les draperies présentes dans le temple. 
Le clergé anglican a quant à lui longtemps conservé les usages catholiques de port de la soutane et d'une certaine pompe lors des cultes (plus marquée dans la Haute Église).